# Johanna Westman
Johanna Cecilia Westman, född 11 augusti 1969 i Hedvig Eleonora församling i Stockholm, är en svensk programledare och barnboksförfattare.

## Biografi
Johanna Westman växte upp i Ulricehamn och Tranås. Hon är dotter till Håkan Westman och Agneta Westman Hettemark samt dotterdotter till konfektionsfabrikören Sven Hettemark. Johanna Westman ”tog sina första journalistiska steg” på Tranås-Posten, enligt tidningens webbplats.
Hon började som programledare för SVT:s musikprogram Popitopp 1992 och har därefter gjort flera barnprogram på Sveriges Television. Några av dem är Ekens hemlighet, Lördagsakuten, Nu är det nu och Rätt i rutan. Hon har också medverkat i TV-huset och spelade Gisela i tv-serien Snutarna 1994-1995. År 2005 var hon värd för den tredje delfinalen av Melodifestivalen 2005 i Skellefteå.
Bland de barnböcker Westman skrivit kan nämnas Resor med Byron och Jesus och jag. År 2000 skrev hon sin första kokbok för barn, med titeln Första kokboken. Den följdes snart av en rad andra kokböcker: Första bakboken 2001, Första kokboken i världen 2003, Italienskt hemma hos Johanna 2005, Minsta kokboken 2006 och Första och andra Mosboken 2007. Hon har även gjort receptboken Julgodis för små och stora sockerbagare 2008.
2006 gifte sig Westman med regissören Erik Gandini och tillsammans har de tre barn. Paret ansökte om skilsmässa 2015.

## Diskografi (uppläsare ljudböcker)
- 2006 - Kom igen Sigge, författare Lin Hallberg
- 2007 - April, april Sigge, författare Lin Hallberg
- 2008 - Ridläger med Sigge, författare Lin Hallberg
- 2009 - Simma lugnt Sigge, författare Lin Hallberg